# Stefaniszki Wielkie
Stefaniszki Wielkie (biał. Вялікія Сцяпанішкі; ros. Большие Степанишки) – wieś na Białorusi, w obwodzie grodzieńskim, w rejonie mostowskim, w sielsowiecie Mosty, przy linii kolejowej Lida – Mosty. Od zachodu graniczą z Mostami.
Należały do ekonomii grodzieńskiej Rzeczypospolitej Obojga Narodów. W czasach zaborów w granicach Imperium Rosyjskiego, w guberni grodzieńskiej, w powiecie grodzieńskim. W dwudziestoleciu międzywojennym leżały w Polsce, w województwie białostockim, w powiecie grodzieńskim, w gminie Mosty.
Według Powszechnego Spisu Ludności z 1921 roku zamieszkiwało tu 466 osób, 150 było wyznania rzymskokatolickiego a 296 prawosławnego. Jednocześnie 153 mieszkańców zadeklarowało polską przynależność narodową, 285 białoruska a 8 inną. Było tu 70 budynków mieszkalnych.
Miejscowość należała do parafii rzymskokatolickiej w Mostach i prawosławnej w Jatwiesku. Podlegała pod Sąd Grodzki w Skidlu i Okręgowy w Grodnie; właściwy urząd pocztowy mieścił się w Mostach 2.
W wyniku napaści ZSRR na Polskę we wrześniu 1939 miejscowość znalazła się pod okupacją sowiecką. 2 listopada została włączona do Białoruskiej SRR. 4 grudnia 1939 włączona do nowo utworzonego obwodu białostockiego. Od czerwca 1941 roku pod okupacją niemiecką. 22 lipca 1941 r. włączona w skład okręgu białostockiego III Rzeszy. W 1944 miejscowość została ponownie zajęta przez wojska sowieckie i włączona do obwodu grodzieńskiego Białoruskiej SRR.